# Trichomyia tritruncula
Trichomyia tritruncula är en tvåvingeart som beskrevs av Quate 1996. Trichomyia tritruncula ingår i släktet Trichomyia och familjen fjärilsmyggor.
Artens utbredningsområde är Costa Rica. Inga underarter finns listade i Catalogue of Life.